# Epitafi de Sícil
L'epitafi de Sícil (Ἐπιτάφιος τοῦ Σείκιλου) la composició musical completa amb notació musical més antiga d'arreu del món. La melodia de la cançó, en la notació musical grega antiga, junt amb la seva lletra, es van trobar gravades en un una làpida, prop d'Aidin, Turquia (no lluny d'Efes). La troballa ha estat datada entre el 200 aC i el 100 dC.
Va desaparèixer el 1922 durant l'Holocaust de l'Àsia Menor i, més tard, es va trobar en un jardí fent de suport a un test. Actualment, es conserva en el Museu Nacional de Dinamarca.
A la làpida també hi ha una indicació que diu:
Εἰκών ἤ λίθος εἰμί. Τίθησι με Σείκιλος ἔνθα μνήμης ἀθάνατου σῆμα πολῠχρόνῐον
Eikṓn ḗ líthos eimí. Títhēsi me Seíkilos éntha mnḗsēs athánatou sē̂ma poluchrónion
Sóc una làpida i una icona. Sícil em col·loca aquí com a signe etern de record immortal.
Encara que existeix música més antiga amb notació musical (per exemple, els Himnes dèlfics), tota aquesta és en fragments. En canvi, l'epitafi de Sícil és únic, en tant que composició completa, malgrat que sigui curt.

## La tonada
Per damunt de la lletra (transcrit aquí en grec modern), hi ha una línia amb notació musical antiga per a la tonada:

Lepitafi de Sícil: "partitura"

Passat a notació musical moderna, la tonada és semblant:

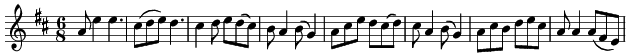
Melodia de lepitafi de Sícil

Vet aquí la lletra de la melodia:
Ὅσον ζῇς φαίνου
μηδὲν ὅλως σὺ λυποῦ·
πρὸς ὀλίγον ἔστι τὸ ζῆν.
τὸ τέλος ὁ χρόνος ἀπαιτεῖ.
La transliteració:
Hóson zē̂is phaínou
mēdèn hólōs sù lupoû·
pròs olígon ésti tò zē̂n.
tò télos ho chrónos apaiteî.
I la traducció:
Enlluerna mentre visquis
i no t'afligeixis per res
perquè la vida és curta
i el temps et furta els anhels.

## Composicions musicals més antigues
Hi ha una tradició de notació musical més antiga que el sistema grec. Un corpus de fragments de música enregistrats en les taules cuneïformes ens retorna vers el 2000 aC.
Alguns estudiosos creuen que un corpus existent de música xinesa, per primera vegada gravat durant la dinastia Tang (618-907 aC), precedeix aquesta obra i també els fragments anteriors de música grega. La hipòtesi es basa en la conjectura inversemblant que, ja que els exemples gravats de música xinesa són cerimonials, i les cerimònies en què van ser emprats es creu que van existir "més de mil anys aC", segons J. A. Van Aalst, les composicions musicals van ser executades, fins i tot mil anys abans de Crist, precisament en la manera exposada per les fonts que van ser escrites en el segle VII dC (en aquesta conjectura es basa el fet que Van Aalst data l'Himne d'entrada per a l'emperador vers mil anys aC). Fins i tot, permetent per a la hipòtesi que els músics de la cort de l'emperador van transmetre aquestes melodies amb completa fidelitat més enllà de setze segles, no hi ha cap prova material per a datar la composició, o qualsevol altra peça de música xinesa, anterior a la dinastia Tang. Això deixa l'epitafi de Seikilos com la composició musical completa més antiga que pot ser datada realment.